# Валері Велш
Валері Велш (англ. Valerie Welsh, 14 квітня 1988) — канадська плавчиня.
Учасниця Олімпійських Ігор 2012 року.
Призерка Чемпіонату світу з водних видів спорту 2011 року.
Переможниця Панамериканських ігор 2011 року.